# Красное (Тернопольская область)
Красное (укр. Красне) — село в Гримайловской поселковой общине Чортковского района Тернопольской области Украины.
До 2020 года входило в Гусятинский район.
Код КОАТУУ — 6121683301. Население по переписи 2001 года составляло 661 человек.

## Географическое положение
Село Красное находится между реками Збруч и Гнилая (5-6 км),
на расстоянии в 1 км от села Саджовки.
Через село проходит автомобильная дорога Т-0903.

## История
- 1564 год — дата основания.

## Объекты социальной сферы
- Школа.
- Дом культуры.
- Фельдшерско-акушерский пункт.

## Достопримечательности
- Братская могила советских воинов.
- Церковь Пресвятой Троицы (17 век, каменная).
- Костёл Святого Антония (1892, каменный).

## Галерея

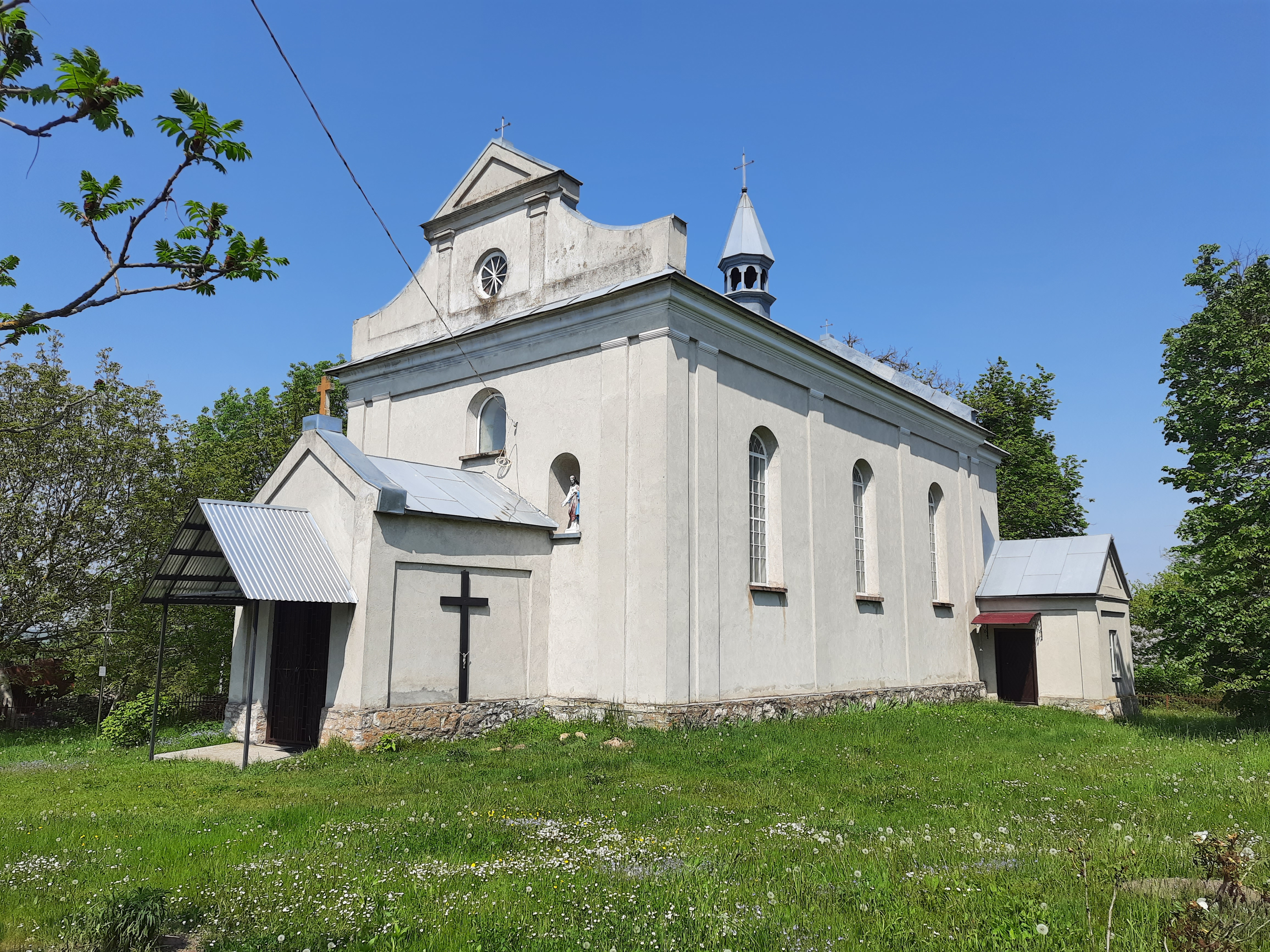
Костёл Святого Антония
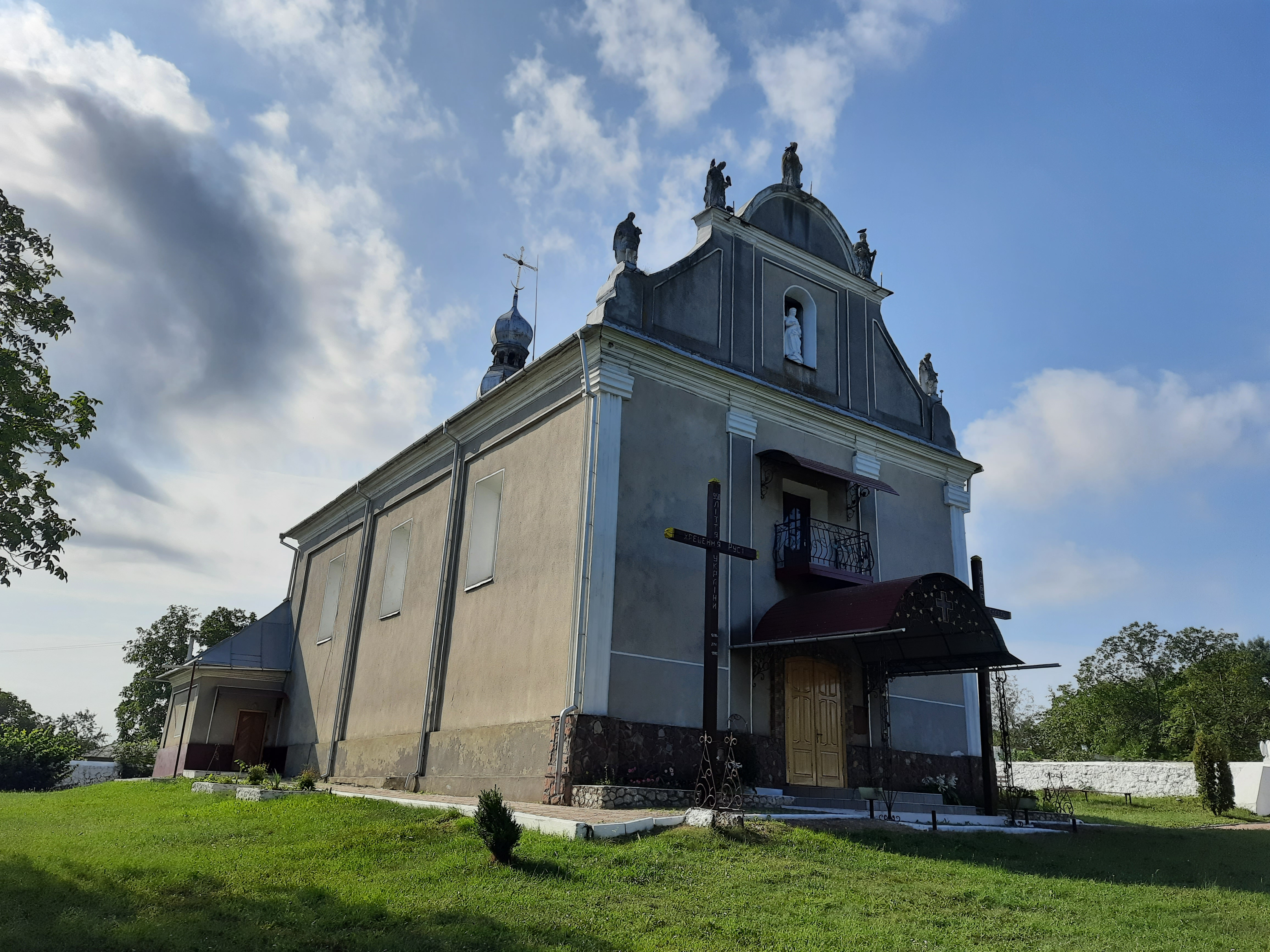
Церковь Пресвятой Троицы
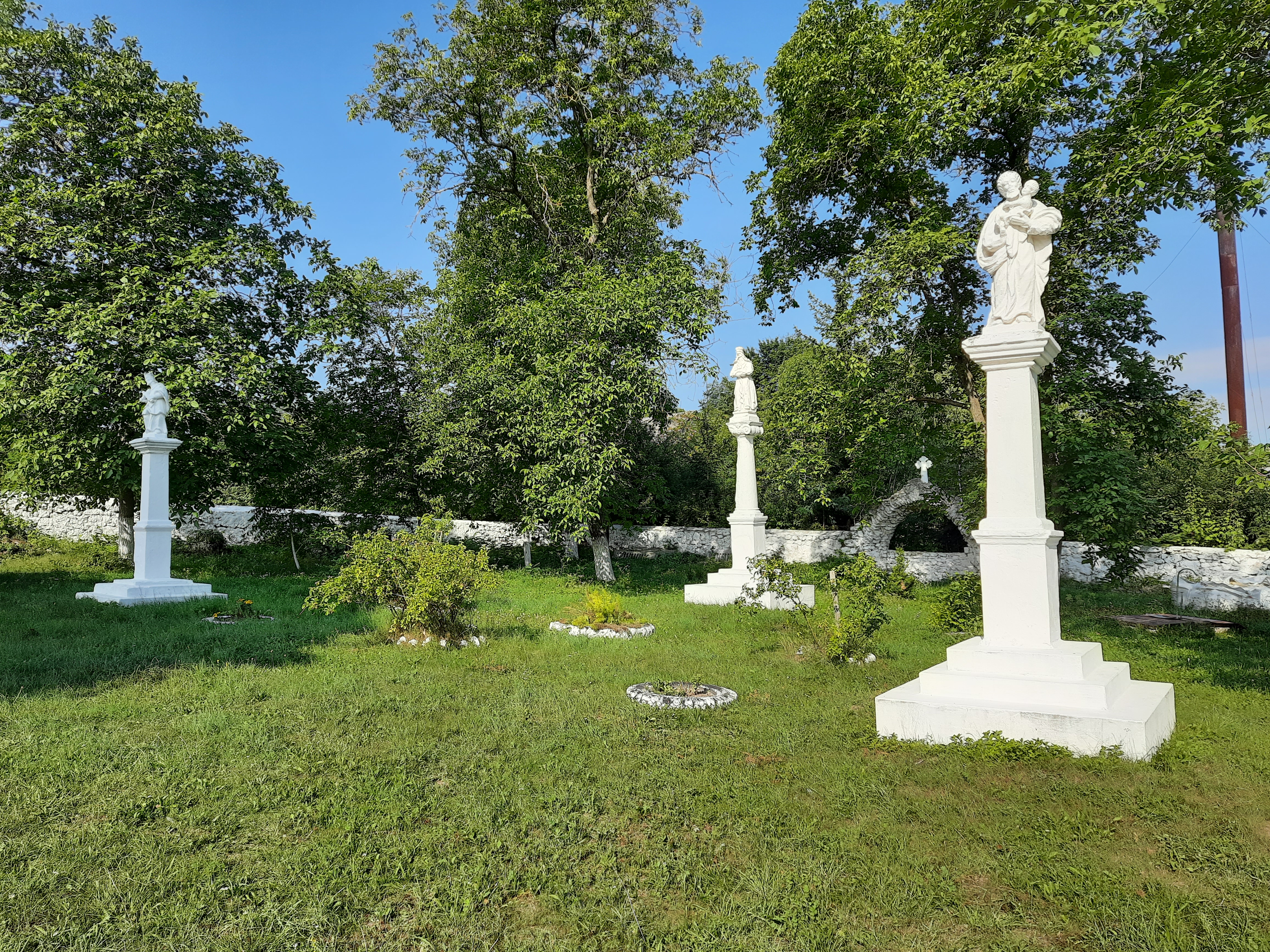
Скульптуры у церкви Святой Троицы
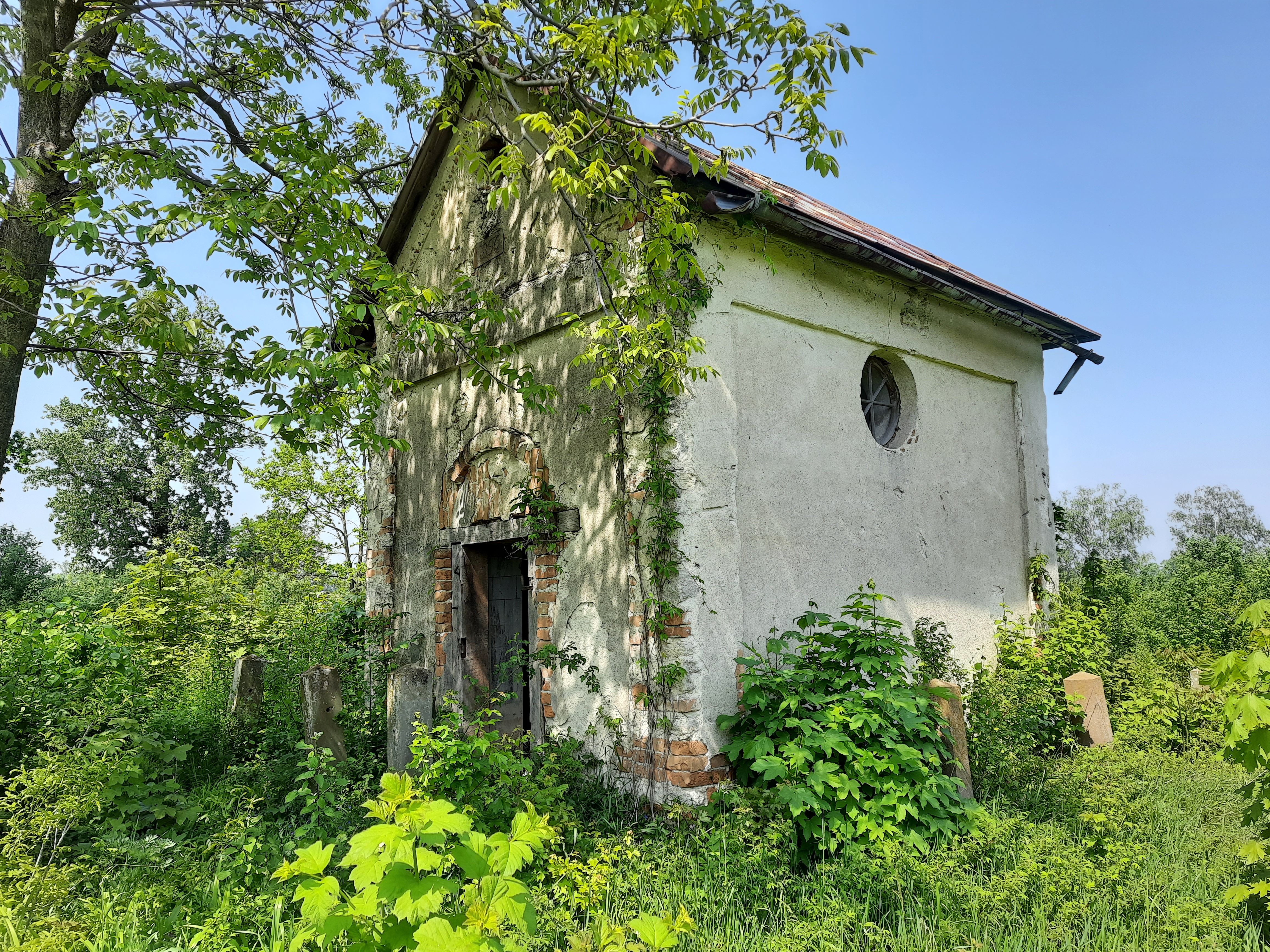
Часовня 1896 г. на старом кладбище
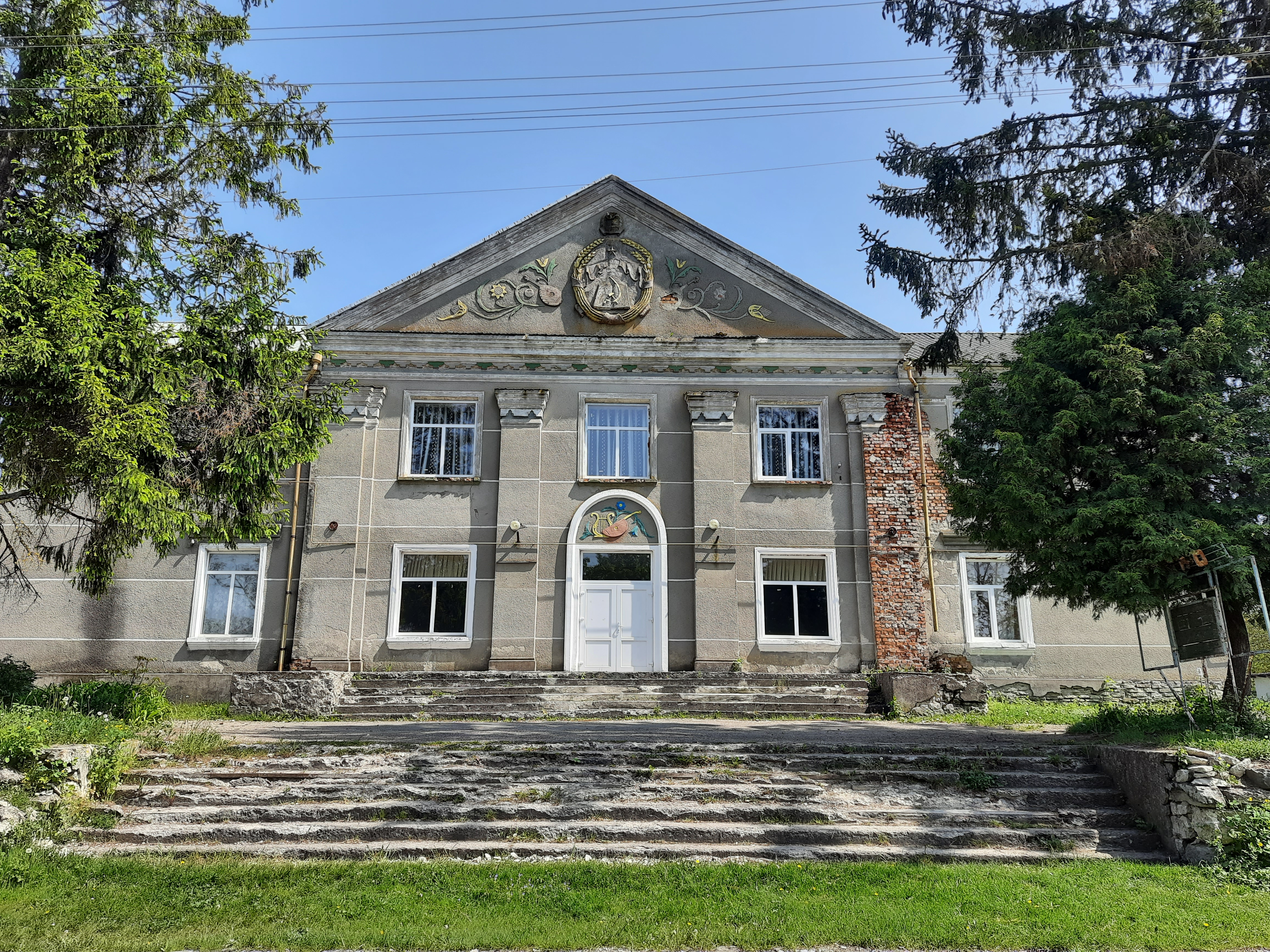
Дом культуры